# نورا مانا
نورا مانا (انگلیسی: Noura Mana؛ زادهٔ ۱۲ دسامبر ۱۹۹۷) شناگر اهل مراکش است. وی در بازی‌های المپیک تابستانی ۲۰۱۶ شرکت کرده‌است.